# Альбаррасін
Альбаррасін (ісп. Albarracín) — муніципалітет в Іспанії, у складі автономної спільноти Арагон, у провінції Теруель. Населення — 1096 осіб (2010).

## Географія
Муніципалітет розташований на відстані близько 190 км на схід від Мадрида, 29 км на захід від міста Теруель.
На території муніципалітету розташовані такі населені пункти: (дані про населення за 2010 рік)
- Альбаррасін: 1062 особи
- Ель-Каньїграль: 1 особа
- Лас-Касільяс-де-Бесас: 5 осіб
- Кольядо-де-ла-Грулья: 1 особа
- Вальє-Кабрієль: 1 особа
- Ель-Мембрільйо: 5 осіб
- Сан-Педро: 9 осіб
- Вальдевекар: 12 осіб

## Демографія
Динаміка населення (INE ):

## Релігія
- Центр Теруельсько-Альбаррасінської діоцезії Католицької церкви.

## Галерея

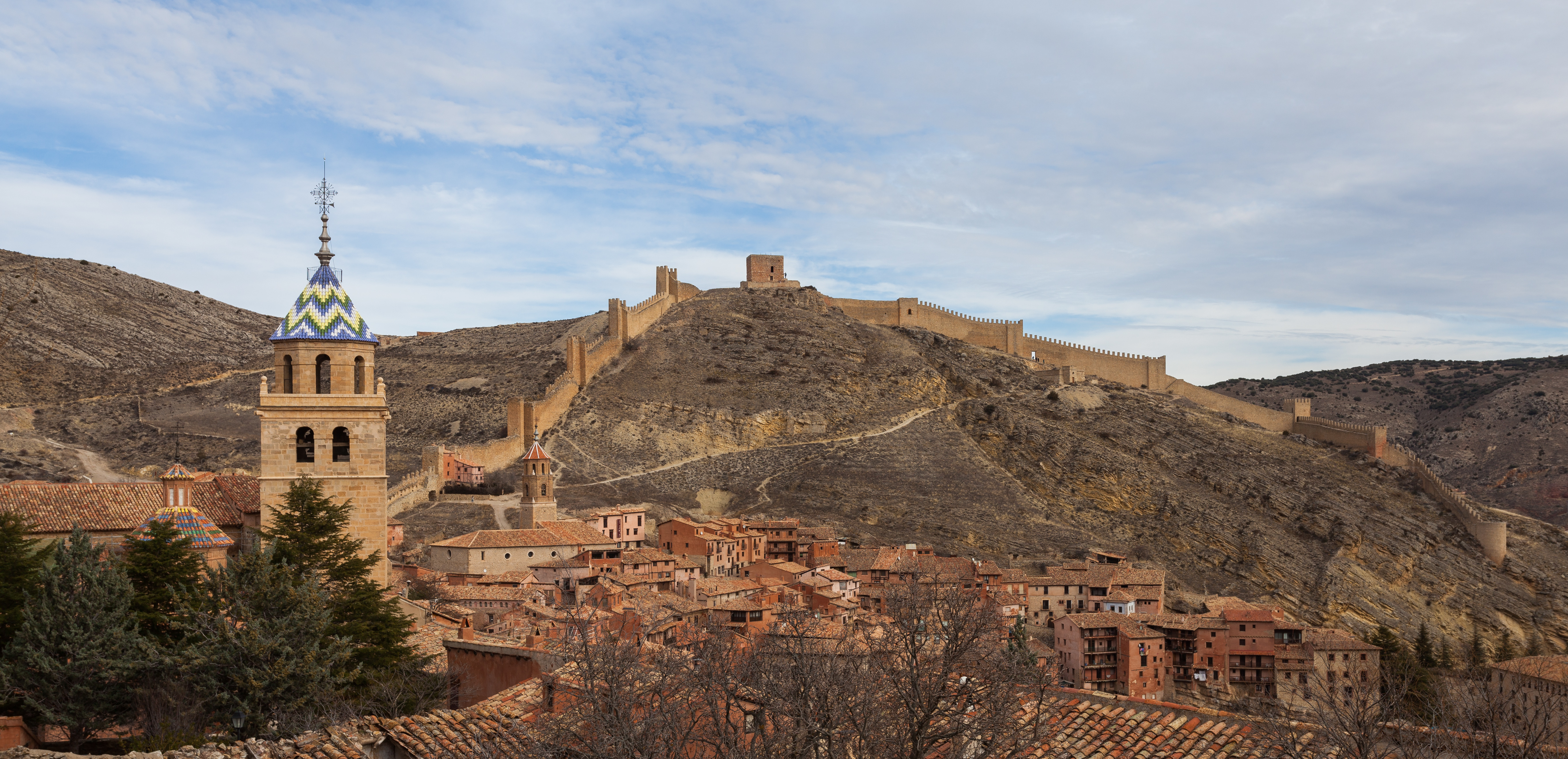
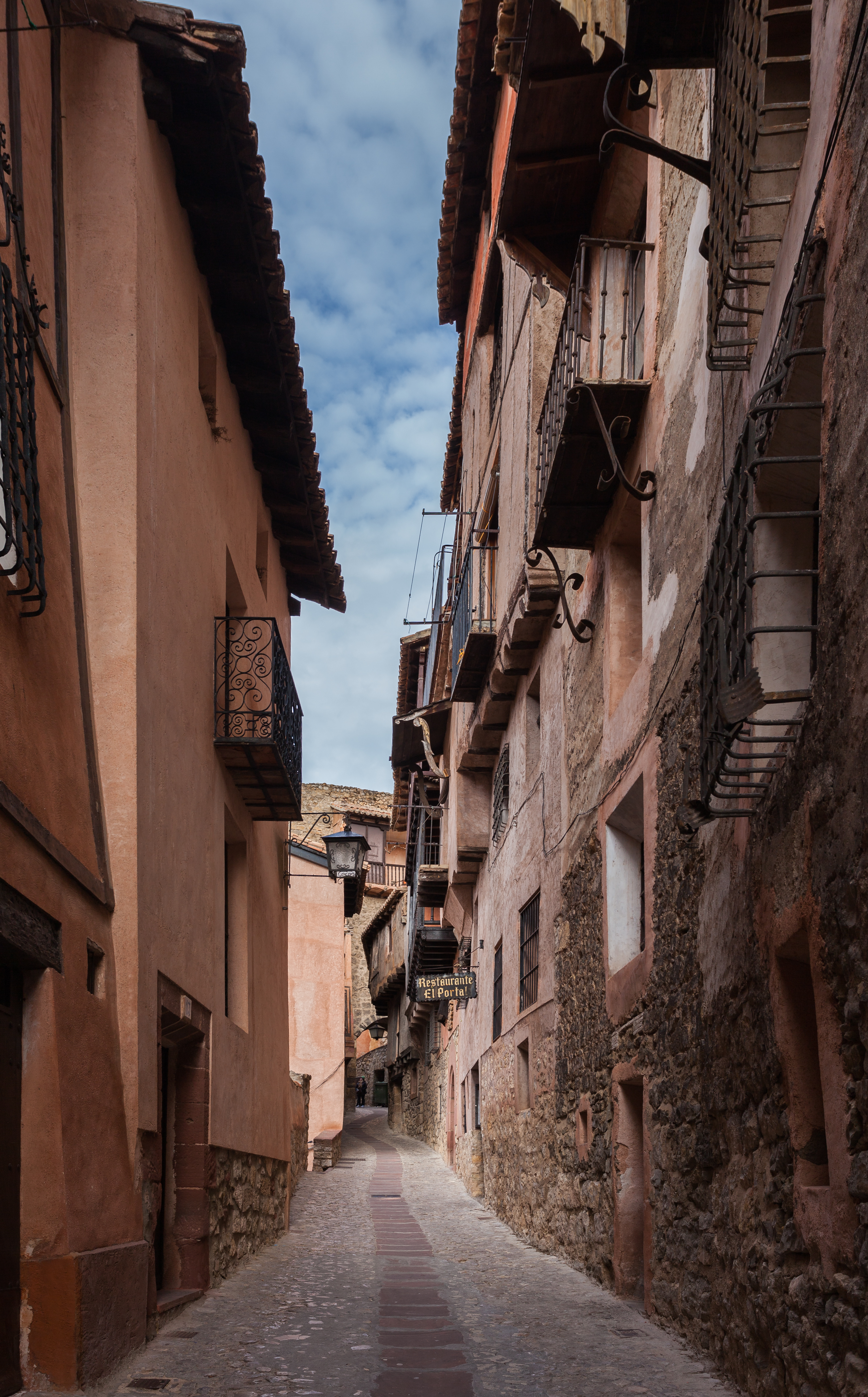
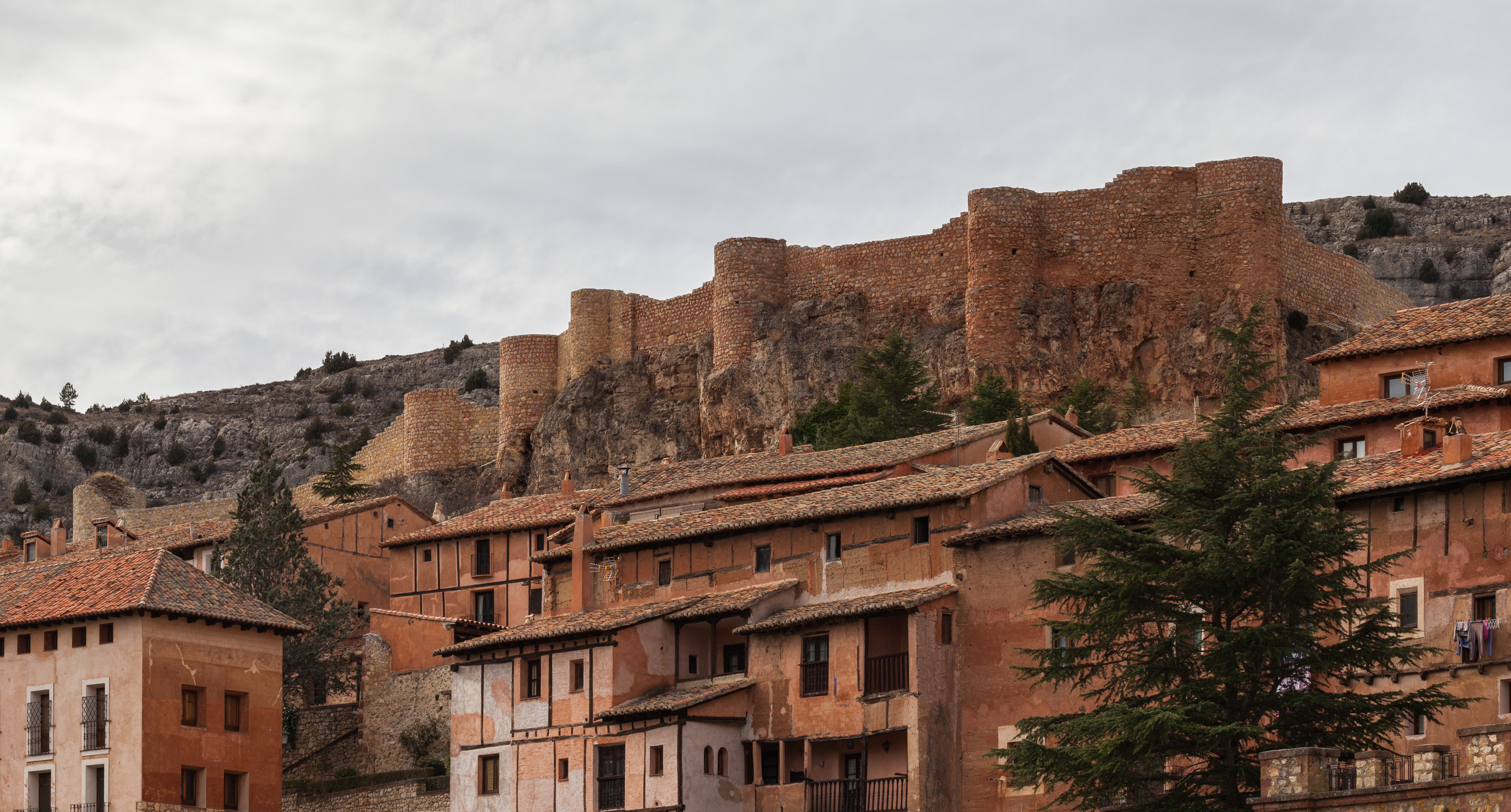
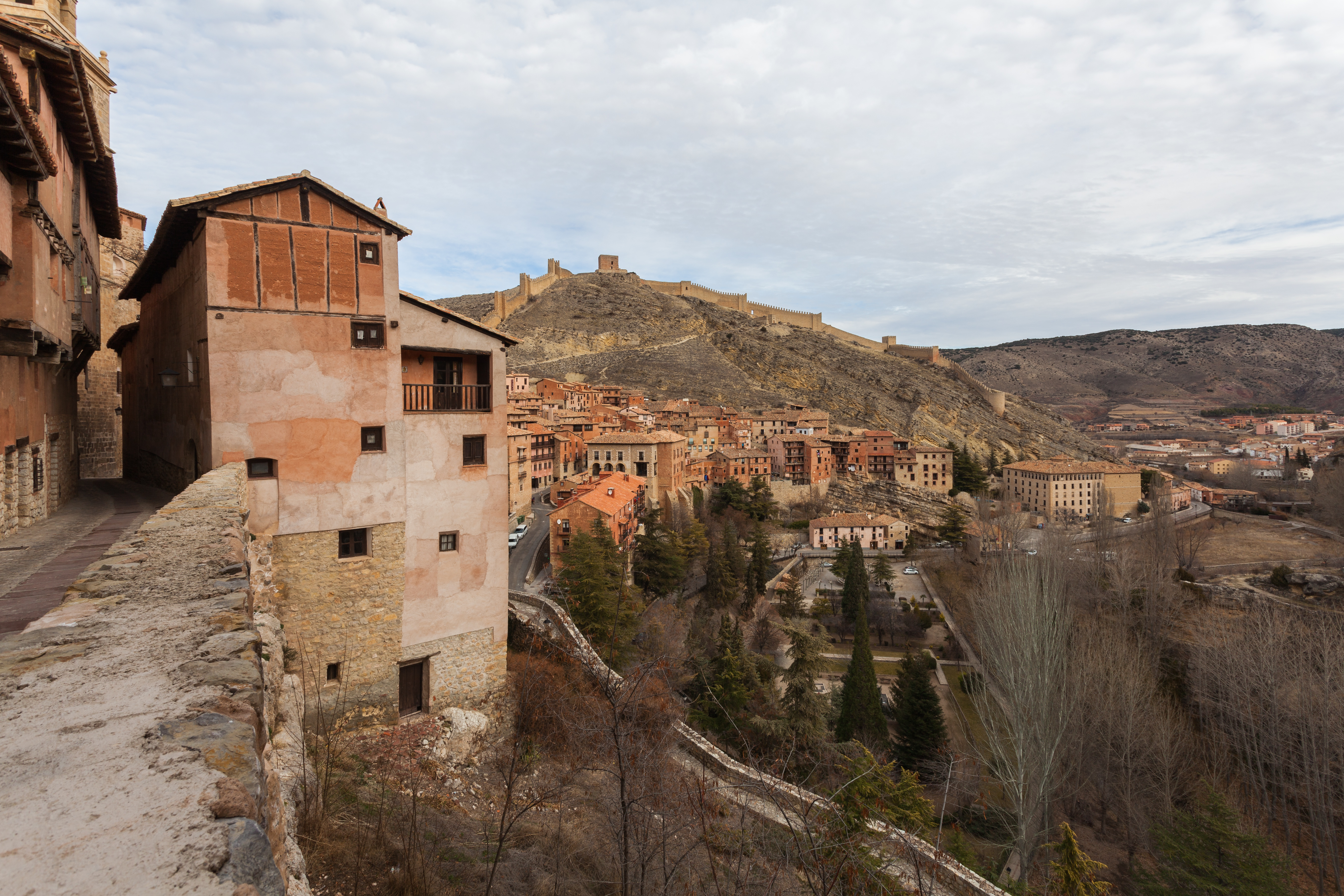
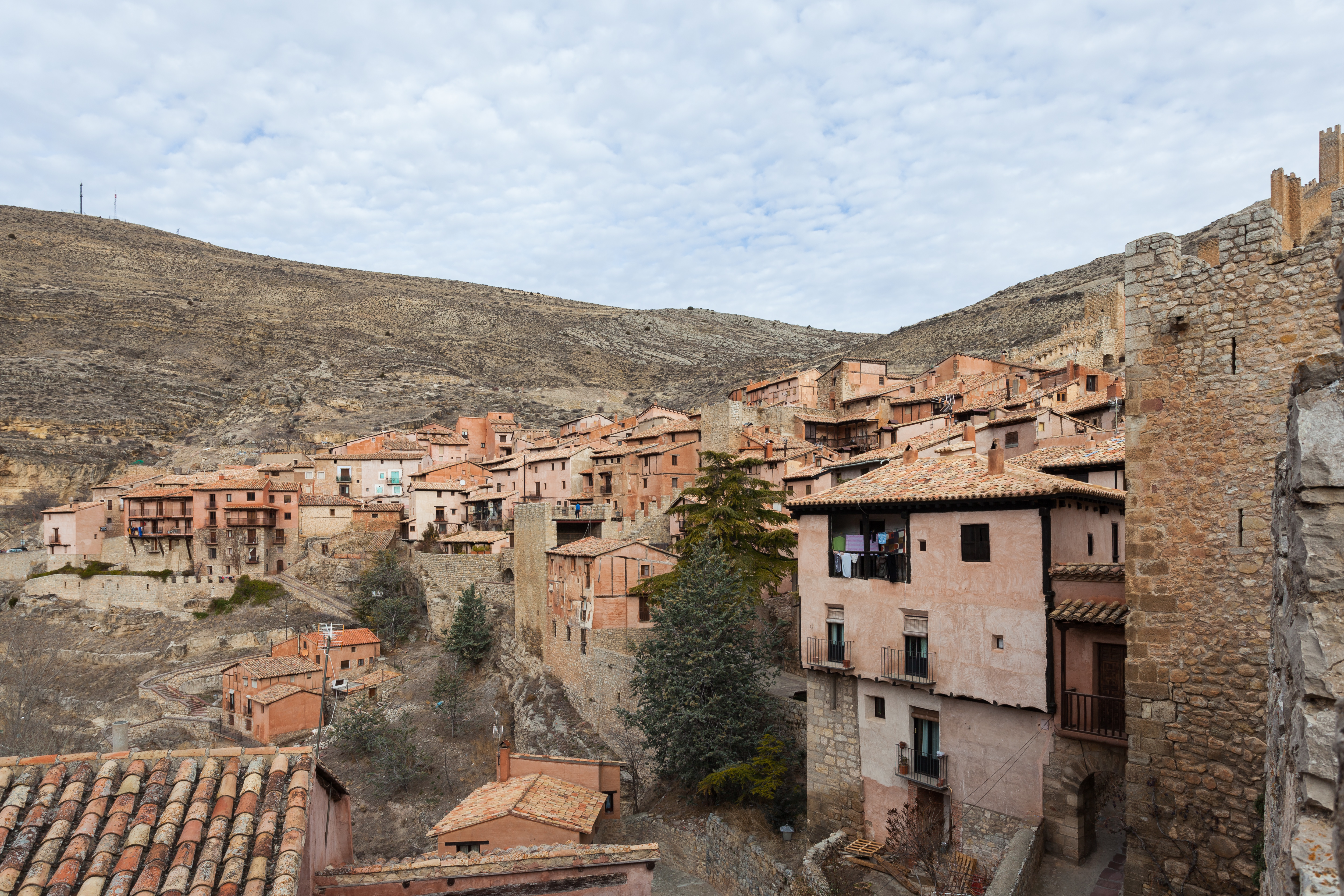
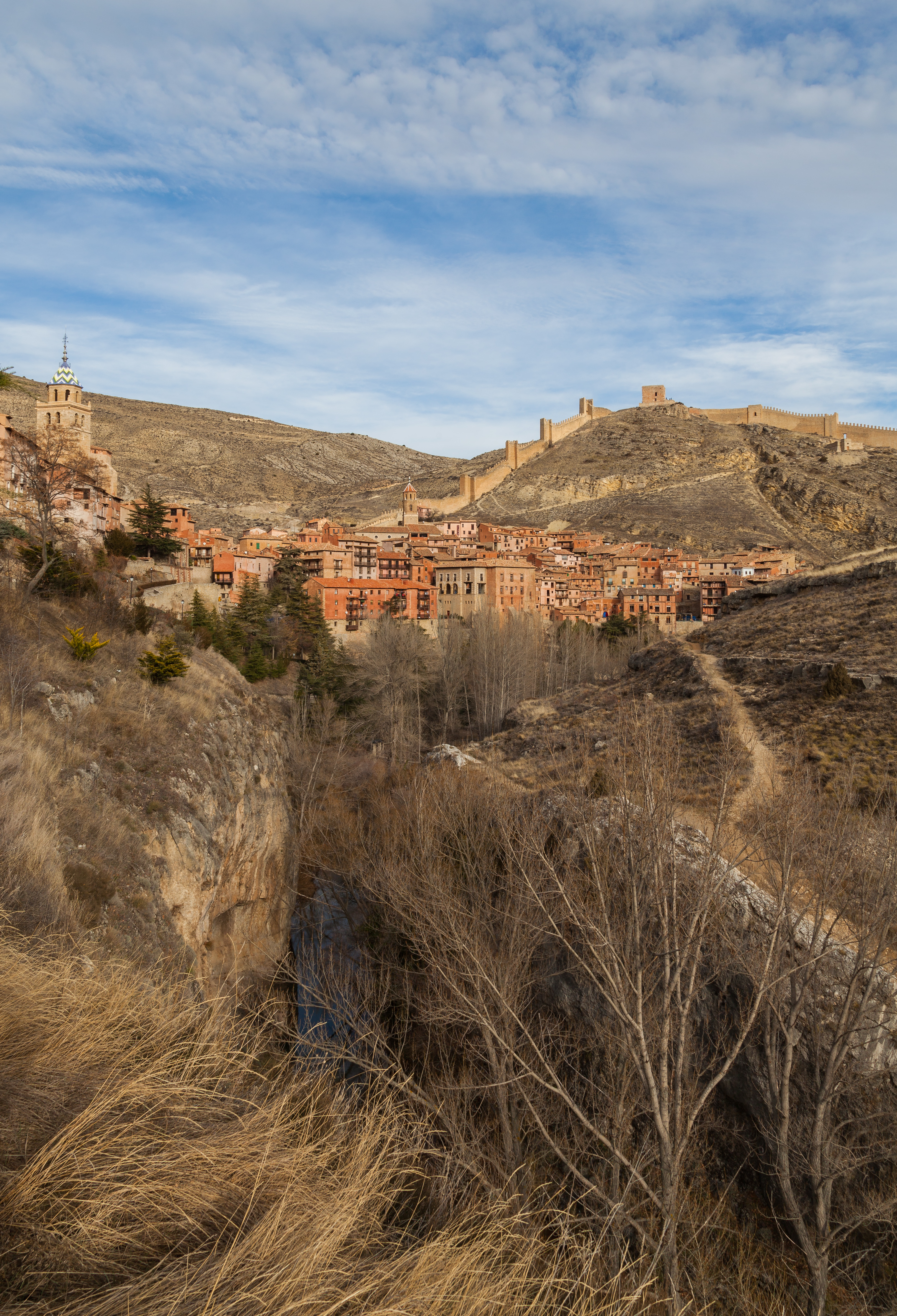
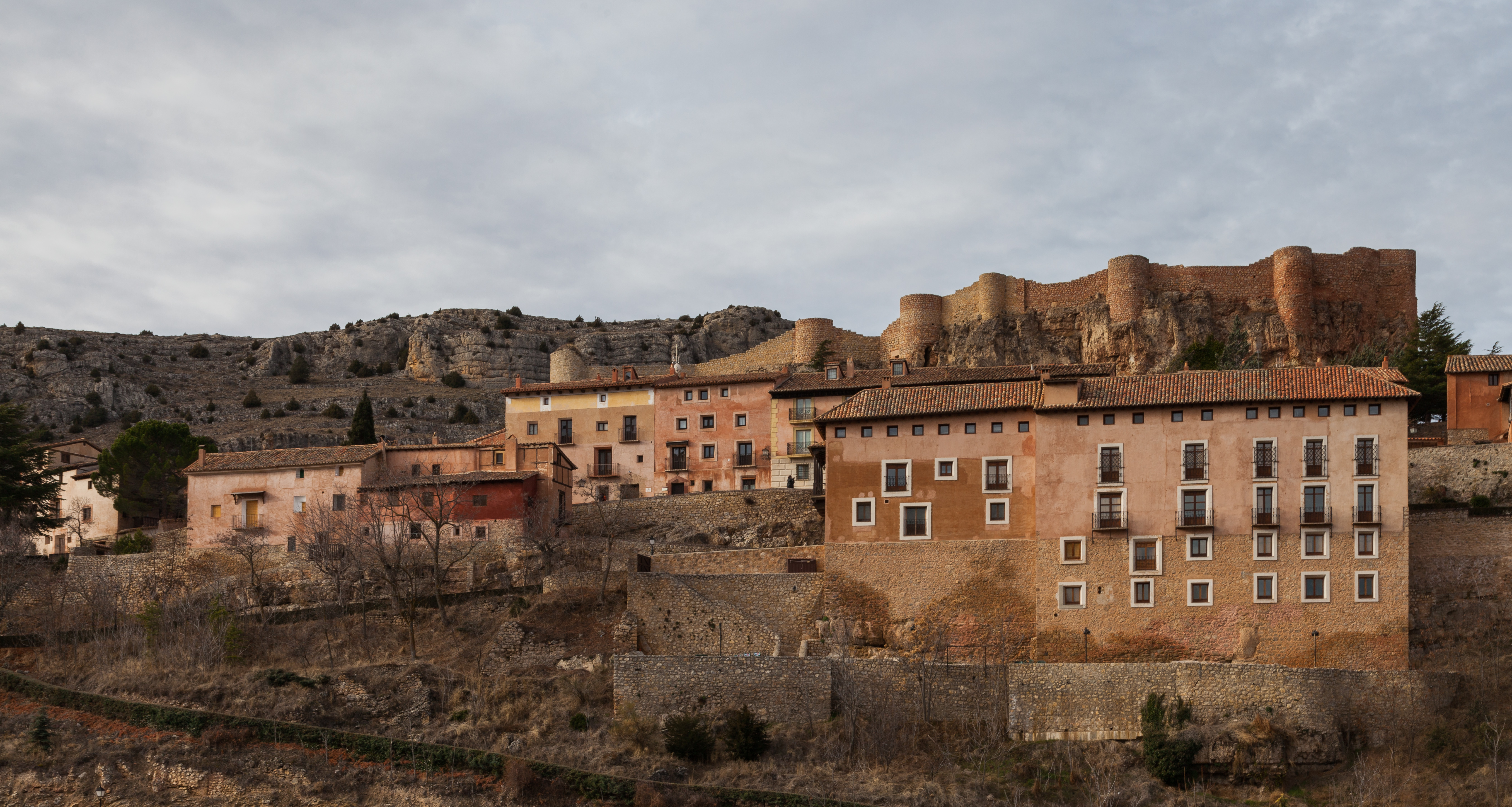